# Carenza Lewis
Carenza Rachel Lewis ( * 1964) es una arqueóloga británica. 
Realizó sus estudios en la Universidad de Cambridge, donde coordinó una comisión encargada del estudio de los monumentos de Wessex. También participó en proyectos similares, estudiando los restos arqueológicos de las tierras altas de Escocia.
Es muy conocida en Inglaterra por su participación en programas de televisión creados por la BBC, tales como la serie documental Michael Wood's Story of England y el programa de historia conjetural What If, además de programas para Channel 4, tales como Time Team. En el 2022, volvió a integrarse al equipo de Time Team para el reestreno del programa en YouTube.

## Obra más importante
- Michael Aston y Carenza Lewis (eds.) El paisaje medieval de Wessex. Oxford 1994
- Carenza Lewis. Aldea, aldea y campo: Establecimientos medievales que cambian en Inglaterra central (prensa 1997 de la Universidad de Mánchester)
- Carenza Lewis, Phil Harding y Mick Aston, ed. Sastre De Tim, Timechester Del Equipo Del Tiempo: UnA compañía del arqueólogo. Londres 2000

- Datos: Q5039038
- Multimedia: Carenza Lewis / Q5039038